# Stadio de La Romareda
Lo Stadio della Romareda (sp. Estadio de La Romareda) è uno stadio di calcio della città di Saragozza, in Spagna.
Inaugurato l'8 settembre 1957 in occasione di Real Zaragoza - Osasuna 4-2, lo stadio è stato soggetto a due ristrutturazioni: la prima nel 1977; la seconda cinque anni più tardi quando fu utilizzato come uno degli impianti del campionato del mondo 1982.
Ha una capienza di 33 608 posti, tutti a sedere. Dal 1994 ospita le partite casalinghe del Real Zaragoza. 
Il 24 settembre 1996 in questo stadio si è tenuto il concerto di Michael Jackson per il suo HIStory World Tour.
Fu proposto come stadio olimpico in occasione della candidatura della città di Jaca ai giochi olimpici invernali del 2014, la cui organizzazione è stata assegnata alla città russa di Soči.
Con l'aggiudicazione dei Mondiali di calcio 2030 da parte della Spagna, Saragozza viene identificata come una delle città ospitanti. Viene programmata la demolizione della Romareda alla fine della stagione 2024-2025, per lasciare spazio alla costruzione di un nuovo stadio da 42.500 posti.
Il 25 maggio 2025 il Real Saragozza gioca la sua ultima partita casalinga alla Romareda, nella quale batte il Deportivo de La Coruña per 1-0, ottenendo la salvezza matematica nella Segunda División spagnola 2024-2025. L'ultimo gol segnato nell'impianto è un autogol di Charlie Patino, del Deportivo.

## Incontri disputati durante il Mondiale 1982
- Jugoslavia -  Irlanda del Nord 0-0 (gruppo 5, 17 giugno)
- Irlanda del Nord -  Honduras 1-1 (gruppo 5, 21 giugno)
- Jugoslavia -  Honduras 1-0 (gruppo 5, 24 giugno)